# Zadní Důl
Zadní Důl (úředně vedena jako V Dole, německy Hinter Thal) je kunvaldská osada, která má 15 domů. Středem osady protéká potůček. Zajímavá je velká hojnost rybníků. Nad osadou v lesích se nachází u pramene zdejšího potoka malé rašeliniště. Osada se nachází mezi Záhorami a Kunačicemi, asi 2 kilometry severozápadně od Kunvaldu.